# Comparativo das unidades de processamento gráfico da 3dfx
Esta tabela contem informações gerais sobre as GPUs fabricadas pela 3dfx.

## Tabela comparativa
| Modelo          | Lançamento      | Componentes (PPxTMU)                    | Freq. do GPU (MHz) | Freq. da memória (MHz) | Fillrate Pix/Tex | Barramento de memória | Memória (megabytes) | Barramento |
| --------------- | --------------- | --------------------------------------- | ------------------ | ---------------------- | ---------------- | --------------------- | ------------------- | ---------- |
| Voodoo Graphics | Outubro de 1996 | Chipset SST-1 (1x1). Sem VGA.           | 50                 | 50                     | 50/50            | 64-bit×2              | 4/6 EDO             | PCI        |
| Voodoo Rush     | Abril de 1997   | Chipset SST-1 (1x1). 2D Chip.           | 75                 | 75                     | 75/75            | 64-bit×2              | 6/8 EDO             | PCI        |
| Voodoo2         | Janeiro de 1998 | Chipset SST-96 (1x2). Sem VGA.          | 90                 | 90                     | 90/180           | 64-bit×3              | 8/12 EDO            | PCI        |
| Banshee         | Outubro de 1998 | Chip único (1x1) (2D/3D)                | 100                | 110                    | 100/100          | 128-bit               | 8/16 SD/SG          | AGP 1x/PCI |
| Velocity 100    | Julho de 1999   | Núcleo Avenger (1x1). 1 TMU desativado. | 143                | 143                    | 143/143          | 128-bit               | 8 SG                | AGP 2x     |
| Velocity 200    | não lançado     | Núcleo Avenger (1x1). 1 TMU desativado. | 143                | 143                    | 143/143          | 128-bit               | 16 SG               | AGP 2x     |
| Voodoo3 1000    | não lançado     | Núcleo Avenger (1x2)                    | 125                | 125                    | 125/250          | 128-bit               | 8 SG                | AGP 2x     |
| Voodoo3 2000    | Abril de 1999   | Núcleo Avenger (1x2)                    | 143                | 143                    | 143/286          | 128-bit               | 16 SD/SG            | AGP 2x/PCI |
| Voodoo3 3000    | Abril de 1999   | Núcleo Avenger (1x2)                    | 166                | 166                    | 166/333          | 128-bit               | 16 SD/SG            | AGP 2x/PCI |
| Voodoo3 3500    | Julho de 1999   | Núcleo Avenger (1x2), processador A/V   | 183                | 183                    | 183/366          | 128-bit               | 16 SD               | AGP 2x     |
| Voodoo 4 4200   | não lançado     | 1 x VSA-101 (2x1)                       | 183                | 183                    | 366/366          | 128-bit               | 32 DDR              | AGP 2x/PCI |
| Voodoo 4 4500   | Outubro de 2000 | 1 x VSA-100 (2x1)                       | 166                | 166                    | 333/333          | 128-bit               | 32 SD               | AGP 2x/PCI |
| Voodoo 4 4800   | não lançado     | 1 x VSA-100 (2x1)                       | 166                | 166                    | 333/333          | 128-bit               | 64 SD               | AGP 2x/PCI |
| Voodoo 5 5000   | não lançado     | 2 x VSA-100 (2x1)                       | 166                | 166                    | 667/667          | 128-bit×2             | 32 SG               | AGP 2x/PCI |
| Voodoo 5 5500   | Junho de 2000   | 2 x VSA-100 (2x1)                       | 166                | 166                    | 667/667          | 128-bit×2             | 64 SD               | AGP 2x/PCI |
| Voodoo 5 6000   | não lançado     | 4 x VSA-100 (2x1)                       | 166/183            | 166/183                | 1333/1333        | 128-bit×4             | 128 SD              | AGP 2x     |